# Šalinskij rajon (oblast' di Sverdlovsk)
Lo Šalinskij rajon (in russo Шалинский район?) è un distretto nell'oblast' di Sverdlovsk, in Russia. Il centro amministrativo è l'insediamento di tipo urbano di Šalja. 
Dal punto di vista della struttura municipale, nel rajon si sono formati due distretti urbani: Šalinskij, con il centro amministrativo a Šalja, e Staroutkinsk (городско́й о́круг Староу́ткинск) con il centro amministrativo nell'insediamento di tipo urbano di Staroutkinsk.
Scorrono attraverso il territorio alcuni fiumi del bacino del Volga: Čusovaja, Sylva e Vogulka.